# Universität in der Nachkriegszeit (1945–1951)

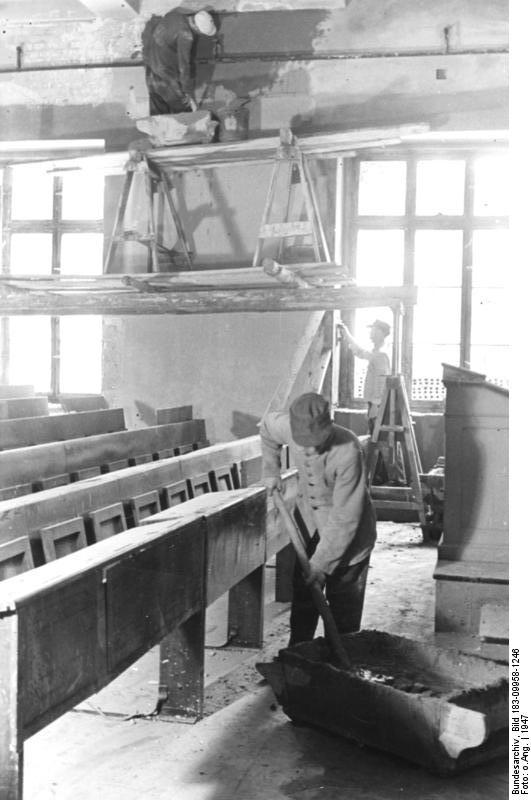
Berlin 1947, Wiederaufbau der Universitätshörsäle

Die Geschichte deutscher Universitäten in der Nachkriegszeit beginnt im Wintersemester 1945/46. In diesem Semester erfolgte deren Wiedereröffnung nach dem Ende des Zweiten Weltkrieges und dem Zusammenbruch des nationalsozialistischen Staates. Mit der revidierten Fassung des Besatzungsstatuts, 1951, endet diese. Im genannten Jahr bestand das Aufsichts- und Weisungsrecht nicht mehr, welches die alliierten Hochschuloffiziere gegenüber den Selbstverwaltungsorganen der Hochschulen der westlichen Besatzungszonen zuvor innegehabt hatten.
Der Lehrbetrieb fand ab 1945 in Universitätsgebäuden statt, die teilweise kriegszerstört waren. Es herrschte ein Mangel an Lehrbüchern.
In der Französischen Besatzungszone und in Berlin kam es in der Nachkriegszeit zur Neugründung von Universitäten: Im Jahr 1946 wurde die Johannes Gutenberg-Universität Mainz (wieder-)gegründet. 1948 entstand die Universität des Saarlandes. Der beginnende Ost-West-Konflikt führte 1948 zur Gründung der Freien Universität Berlin. Ein Jahr später, 1949, wurde die Friedrich-Wilhelms-Universität Berlin umbenannt in Humboldt-Universität zu Berlin. 1946 erfolgte die Gründung der Technischen Universität Berlin.

## Lehrende
Dozenten unterlagen in der Nachkriegszeit hinsichtlich der Erteilung einer Lehrerlaubnis den Bestimmungen des Entnazifizierungsverfahrens.
Dem am Historischen Seminar der Hamburger Universität tätig gewesenen Adolf Rein beispielsweise wurde diese entzogen.
Lehrende, welchen seitens der Besatzungsmächte die Lehrbefugnis erteilt worden war, standen einer kleinen Gruppe von Dozenten gegenüber, die aus dem Exil an die deutschen Universitäten zurückkehrten; zu ihnen gehörten Ernst Bloch und Curt Bondy.
In der Sowjetischen Besatzungszone (SBZ) lag die Zuständigkeit für die Entnazifizierungsmaßnahmen bei der Deutschen Verwaltung für Volksbildung.
Dozenten, die in den Vertreibungsgebieten gelehrt hatten, gründeten in den fünfziger Jahren den Notverband vertriebener Hochschullehrer, um ihre Interessen zu vertreten. Ins Leben gerufen wurde von Vertriebenen des Weiteren der Göttinger Arbeitskreis.
Anspruch auf Weiterbeschäftigung erhoben 131er, die als Dozenten infolge der Kriegsauswirkungen beschäftigungslos geworden waren.
Die Rektoren westdeutscher Universitäten tauschten sich innerhalb der Nordwestdeutschen Hochschulkonferenz aus.
Die inhaltliche Ausgestaltung von Lehrplänen diskutierten 1951 in Tübingen gemeinsam mit Georg Picht die Professoren Carl Friedrich Freiherr von Weizsäcker und Walther Gerlach.

### Einzelne Lehrende in der Nachkriegszeit
Afrikanistik: August Klingenheben; Anglistik: Emil Wolff; Anthropologie: Walter Scheidt; Klassische Archäologie: Theodor Klauser, Gerhard Kleiner, Eugen von Mercklin; Architektur: Hans Freese; Betriebswirtschaftslehre: Curt Eisfeld, Georg Scheller, Hans Seischab; Botanik: Gustav Bredemann; Chemie: Paul Harteck, Hans Herloff Inhoffen, Kurt Heyns, Otto Liebknecht, Heinrich Remy, Iwan Stranski; Ethnologie: Franz Termer; Geographie: Albert Kolb, Erich Otremba, Gottfried Pfeifer, Carl Troll; Germanistik: Ulrich Pretzel, Benno von Wiese; Geschichtswissenschaft: Hermann Aubin, Max Braubach, Eugen Ewig, Fritz Fischer, Walter Hävernick, Paul Johansen, Walther Lammers, Walter Markov, Hans Rudolph, Gerd Tellenbach, Egmont Zechlin; Indologie: Ludwig Alsdorf, Walther Schubring; Islamwissenschaft: Rudi Paret; Japanologie: Herbert Zachert; Kunstgeschichte: Edwin Redslob, Wolfgang Schöne; Maschinenbau: Walter Pflaum; Mathematik: Wilhelm Blaschke, Max Deuring, Helmut Hasse, Erhard Schmidt, Carl Ludwig Siegel, Ernst Witt; Mechanik: Walter Kucharski; Medizin: Karl Heinrich Bauer, Hans Bürger-Prinz, Rudolf Degkwitz, Hans Demme, Erich Fritz, Hans Harmsen, Theodor Heynemann, Hermann Holthusen, Heinz Hungerland, Sigurd Janssen, Arthur Jores, Eduard Keeser, Joseph Kimmig, Georg Ernst Konjetzny, Gustav Korkhaus, Hans Kress von Kressenstein, Fritz Lenz, Albert Lezius, August Lindemann, Alfred Marchionini, Max Meyer, Ernst Georg Nauck, Heinrich Pette, Karl-Heinz Schäfer, Otto Schmidt; Mineralogie: Hermann Rose; Musikwissenschaft: Joseph Schmidt-Görg; Orientalistik: Bertold Spuler; Pädagogik: Erich Feldmann, Wilhelm Flitner, Theodor Litt, Walther Merck, Hans Wenke; Klassische Philologie: Franz Beckmann, Ulrich Knoche, Wolfgang Schmid, Bruno Snell, Johannes Stroux, Friedrich Zucker; Philosophie: Oskar Becker, Josef König, Kurt Leese, Heinrich Lützeler, Adolf Meyer-Abich, Georg Misch; Phonetik: Giulio Panconcelli-Calzia, Otto von Essen; Physik: Erich Bagge, Rudolf Fleischmann, Pascual Jordan, Wilhelm Lenz, Heinz Raether, Paul Raethjen, Robert Rompe; Politikwissenschaft: Siegfried Landshut; Rechtswissenschaft: Friedrich Wilhelm Bosch, Hans Dölle, Wilhelm Felgentraeger, Werner Flume, Erich Kaufmann, Rudolf Laun, Leo Raape, Helmut Ridder, Ulrich Scheuner, Erich Schlesinger, Hellmuth von Weber; Romanistik: Ernst Robert Curtius, Harri Meier, Guy Michaud, Hellmuth Petriconi; Schiffbau: Georg Schnadel; Sinologie: Wolfgang Franke, Fritz Jäger; Städtebau: Edmund Gassner; Theologie: Albert Lang, Joseph Lortz, Ernst Wolf; Volkswirtschaftslehre: Karl Schiller, Erich Schneider, Paul Senf; Zoologie: Berthold Klatt, Wilhelm Schmidt, Herbert Weidner, Hermann Wurmbach.

## Studierende

### Anzahl
Die erste Sozialerhebung des Deutschen Studentenwerks im Jahr 1951 sprach für die Bundesrepublik Deutschland von 108.000 Studierenden, welche an westdeutschen Universitäten immatrikuliert waren. Der Frauenanteil lag bei 17 Prozent.

### Zulassung
Die Anzahl der Studienplätze war in der Nachkriegszeit begrenzt. Über die Studienzulassung entschieden ab 1946 vorrangig die schulischen Leistungen. Bevorzugt zum Studium zugelassen wurden zeitweilig auch Kriegsversehrte. Dies galt für die Universität Hamburg. Ebenso konnte sich eine Beteiligung am Wiederaufbau zerstörter Universitätsgebäude bezogen auf die Zulassung zum Studium positiv auswirken.

#### Entnazifizierung
Auch auf Studienplatzbewerber wurden die Bestimmungen des Entnazifizierungsverfahrens angewandt. In den Westzonen sprach im Jahr 1946 die Jugendamnestie diejenigen von politischer Verantwortung frei, welche nach dem 1. Januar 1919 geboren worden waren. Eine nominelle Zugehörigkeit zu NS-Organisationen hatte für diese Jahrgänge fortan keine negativen Auswirkungen mehr hinsichtlich der Zulassung zum Studium.

#### Einzelne Studierende in der Nachkriegszeit
Zu den in der Nachkriegszeit Immatrikulierten gehörte Hartmut von Hentig.

### Interessenvertretungen
Studierende bauten in der Nachkriegszeit studentische Vertretungen auf. Mitglieder von Studierendenausschüssen, die auch als Studentenräte bezeichnet wurden, waren beispielsweise Ernst-Georg Pantel, Ingeborg Retzlaff, Karl Ludwig Schneider und Hoimar von Ditfurth. 1949 entstand der Verband Deutscher Studentenschaften.

### Vereinigungen
Gegründet wurden von studentischer Seite Vereinigungen unterschiedlicher Art. Für Völkerverständigung und Europäische Integration engagierte sich seit 1948 der Internationale Studentenbund – Studentenbewegung für übernationale Föderation. Im Jahr 1950 wurde das Deutsche Komitee des World University Service gegründet. Hierzu beigetragen hat Peter Weinert. Die Organisation steht für internationale Bildungskooperation.
Als Organisation Medizinstudierender bildete sich die Arbeitsgemeinschaft Deutscher Medizinfachschaften. Im Interesse einer fortlaufenden Verbesserung des Studiums selbst wurde die Arbeitsgemeinschaft der Pharmaziestudenten (Agpha) ins Leben gerufen.
Zu den politischen Studentenverbänden, welche gegründet wurden, gehörten der Liberale Studentenbund Deutschlands, der Ring Christlich-Demokratischer Studenten sowie der Sozialistische Deutsche Studentenbund.
Umstritten war in der Nachkriegszeit das Wiederaufleben studentischer Verbindungen. Zu den gegründeten Organisationen zählten der Coburger Convent, das Collegium Albertinum, der Erlanger Senioren-Convent und der Weinheimer Senioren-Convent. 
1946 entstand an der Ruprecht-Karls-Universität Heidelberg die studentische Vortragsgesellschaft Heidelberger Kreis. 
Der Göttinger Mensurenprozess regelte in den 1950er Jahren die Strafbarkeit von Mensur und Duell grundsätzlich.
Als Organisation heimatvertriebener Studierender bestand von 1950 bis 1964 die Vereinigung Heimatvertriebener Deutscher Studenten.
In den Jahren 1947 bis 1973 existierte als Zusammenschluss katholischer Studierender die Katholische Deutsche Studenten-Einigung.

### SBZ/DDR

#### Verfolgungsmaßnahmen
In der SBZ/DDR unterlagen einzelne Studierende politischen Verfolgungsmaßnahmen u. a. Wolfgang Natonek und die Mitglieder der von Herbert Belter geleiteten Belter-Gruppe, zu der auch Werner Gumpel, Siegfried Jenkner sowie Hans-Dieter Scharf gehörten. Herbert Belter wurde im Jahr 1951 in Moskau hingerichtet. Im selben Jahr erfolgte in der Sowjetunion die Vollstreckung des Todesurteils gegen Arno Esch. Günter Malkowski kam 1952 in der sowjetischen Hauptstadt zu Tode.

#### Arbeiterstudium
Eine neue Möglichkeit des Studienzugangs wurde in der Sowjetischen Besatzungszone für diejenigen eröffnet, welche nicht über das Abitur verfügten: das Arbeiterstudium. Es entstanden Arbeiter-und-Bauern-Fakultäten; so auch an der Ernst-Moritz-Arndt-Universität Greifswald.